# Eider (fleuve)
Pour les articles homonymes, voir Eider.
L’Eider (danois : Ejderen) est un fleuve du nord de l'Allemagne, en Schleswig-Holstein. Après un parcours de 188 km, il se jette dans la mer du Nord au niveau de Tönning. Aujourd'hui, son cours est interrompu par le canal de Kiel à l'est de Rendsbourg. 
Pendant des siècles, le fleuve fut la frontière entre le duché de Schleswig, vassal du royaume de Danemark, au nord, et le duché de Holstein, un État du Saint-Empire puis de la Confédération germanique, au sud. Ce n'est qu'après la guerre des Duchés en 1864 que les deux domaines sont intégrés à la Prusse dans la province du Schleswig-Holstein.

## Géographie
Il prend sa source au sud de Kiel, tout près de la mer Baltique et traverse la péninsule du Schleswig-Holstein pour se jeter dans la mer du Nord.
Son principal affluent est la Treene.
Les inondations de 1962 ont nécessité la construction du barrage de l'Eider.